# Juan Miguel López
Juan Miguel López (Cuba, 7 de abril de 1967) es un atleta cubano retirado especializado en la prueba de triple salto, en la que consiguió ser medallista de bronce mundial en pista cubierta en 1989.

## Carrera deportiva
En el Campeonato Mundial de Atletismo en Pista Cubierta de 1989 ganó la medalla de bronce en el triple salto, con un salto de 17.28 metros, tras el estadounidense Mike Conley (oro con 17.65 metros) y su paisano cubano Jorge Reyna (plata con 17.41 metros).